# آنتونینا اسکوروبوگاتچنکو
آنتونینا اسکوروبوگاتچنکو (روسی: Антонина Витальевна Скоробогатченко؛ IPA: [ɐntɐˈnʲinə skərəbɐˈɡatɕ:ɪnkə]؛ زادهٔ ۱۴ فوریهٔ ۱۹۹۹) بازیکن هندبال اهل روسیه است.